# Detroit Lions
Detroit Lions je profesionální klub amerického fotbalu, který sídlí v Detroitu ve státě Michigan. V současné době je členem North Division (Severní divize) National Football Conference (NFC, Národní fotbalové konference) National Football League (NFL, Národní fotbalové ligy) a své zápasy hraje na stadionu Fort Field na předměstí Detroitu.
Klub byl založen v Portsmouthu ve státě Ohio jako Portsmouth Spartans a začal hrát od roku 1929 jako nezávislý profesionální tým. V roce 1930 se formálně připojil k NFL, ale později v důsledku Velké hospodářské krize nebyl schopen v tak malém městě přežít. Tým byl prodán a od sezóny 1934 hraje v Detroitu. Lions se stali čtyřikrát šampiony NFL, naposledy v roce 1957, ale v moderní éře nezažili mnoho úspěchů: jsou jedním ze čtyř týmů, které se do Super Bowlu ani neprobojovali a v play-off mají bilanci 1-10. V roce 2008 se dokonce stali prvním týmem v historii NFL, který prohrál všech 16 utkání základní části.

## Hráči

### Členové Síně slávy profesionálního fotbalu

#### Hráči
- 1963 – Dutch Clark
- 1966 – Bill Dudley
- 1967 – Bobby Layne
- 1968 – Alex Wojciechowicz
- 1970 – Jack Christiansen
- 1972 – Ollie Matson
- 1973 – Joe Schmidt
- 1974 – Dick Lane
- 1979 – Yale Lary
- 1985 – Frank Gatski
- 1986 – Doak Walker
- 1987 – John Henry Johnson
- 1992 – Lem Barney
- 1996 – Lou Creekmur
- 2004 – Barry Sanders
- 2007 – Charlie Sanders
- 2010 – Dick LeBeau
- 2013 – Curley Culp
- 2016 – Dick Stanfel

### Vyřazená čísla
- 7: Dutch Clark
- 20: Barry Sanders
- 22: Bobby Layne
- 37: Doan Walker
- 56: Joe Schmidt
- 85: Chuck Hughes

### Draft
Hráči draftovaní v prvním kole za posledních deset sezón:
| Rok  | Pořadí | Jméno hráče               | Pozice                        | Univerzita                                                        |
| 2010 | 2 30   | Ndamukong Suh Jahvid Best | Defensive tackle Running back | University of Nebraska–Lincoln University of California, Berkeley |
| 2011 | 13     | Nick Farley               | Defensive tackle              | Auburn University                                                 |
| 2012 | 23     | Riley Reiff               | Offensive tackle              | University of Iowa                                                |
| 2013 | 5      | Ezekiel Ansah             | Defensive end                 | Brigham Young University                                          |
| 2014 | 10     | Eric Ebron                | Tight end                     | University of North Carolina at Chapel Hill                       |
| 2015 | 28     | Laken Tomlinson           | Guard                         | Duke University                                                   |
| 2016 | 16     | Taylor Decker             | Offensive tackle              | Ohio State University                                             |
| 2017 | 21     | Jarrad Davis              | Linebacker                    | University of Florida                                             |
| 2018 | 20     | Frank Ragnow              | Center                        | University of Arkansas                                            |
| 2019 | 8      | T. J. Hockenson           | Tight end                     | University of Iowa                                                |